# 葉初春 (崇禎進士)
葉初春（？—？），號匡木，江西九江府湖口縣人，明末清初政治人物。
崇禎元年（1628年）戊辰科進士，授監察御史，後改給事中、歷任太僕寺卿、工部左侍郎。明亡後歸降李自成，任大順政權尚璽寺卿。隨即降清。順治元年（1644年），授工部左侍郎。